# Carla
CARLA spol. s r. o. je česká firma, společnost s ručením omezeným, sídlící ve Dvoře Králové nad Labem, která vyrábí cukrářské potravinářské výrobky, včetně čokolády. 
Založena byla 1. října 1992. Vyrábí polotovary, jako jsou čokolády, polevy, náplň, fondán, zdobení. Je členem Potravinářské komory ČR a účastní se výzkumných projektů EU spojených s čokoládovým průmyslem. Spolupracuje s organizací Škola chuti.

## Produkty
Mezi produkty firmy patří Carla Laguna, čokoládové mořské plody, či Carla Coco, čokoládové tyčinky s náplní. K dalším produktům patří kakao, tabulkové čokolády, čokoládové nápoje, marcipánové tyčinky, toppingy či cukrářské zdobení. 

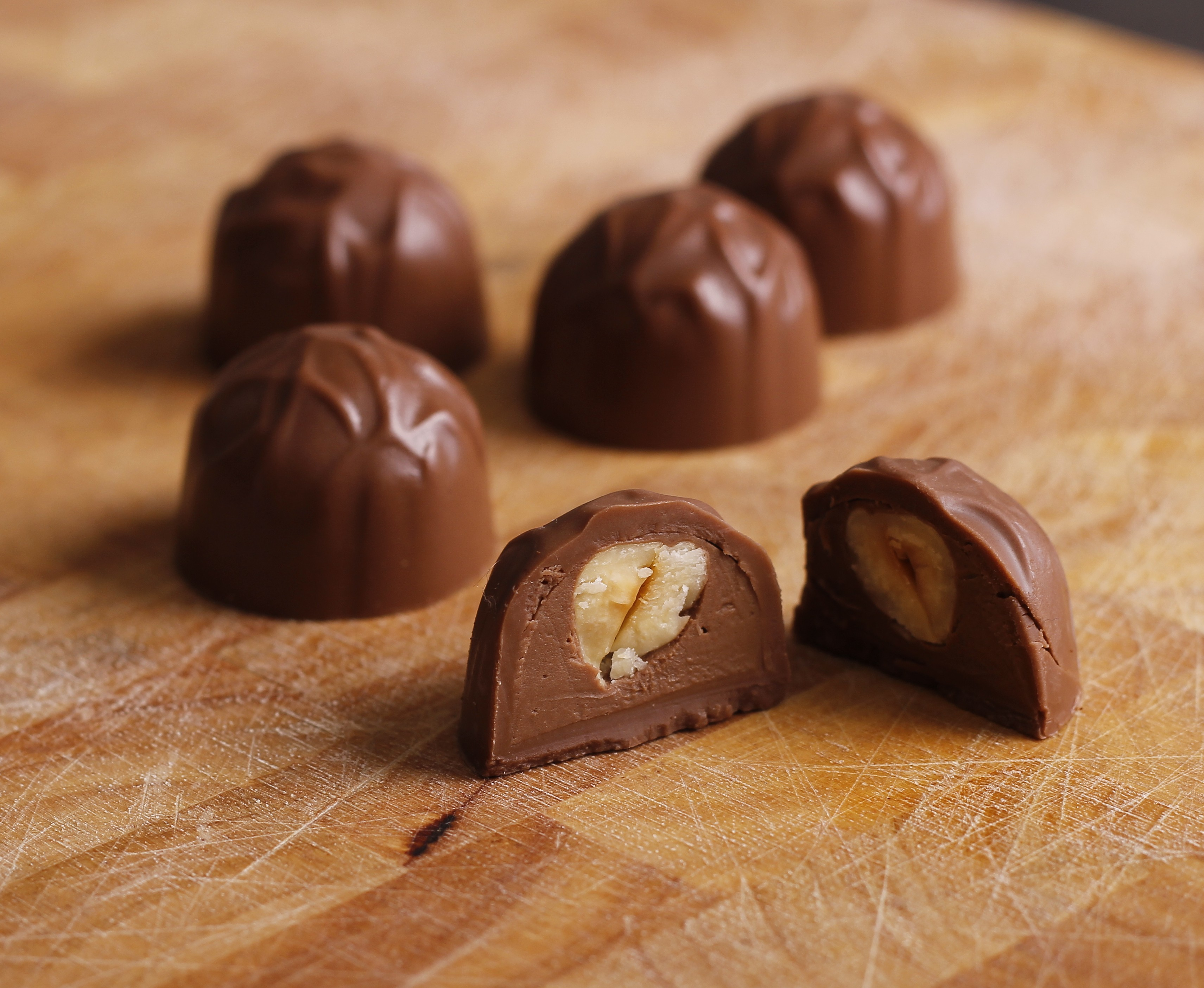
Bonbony Carlotta
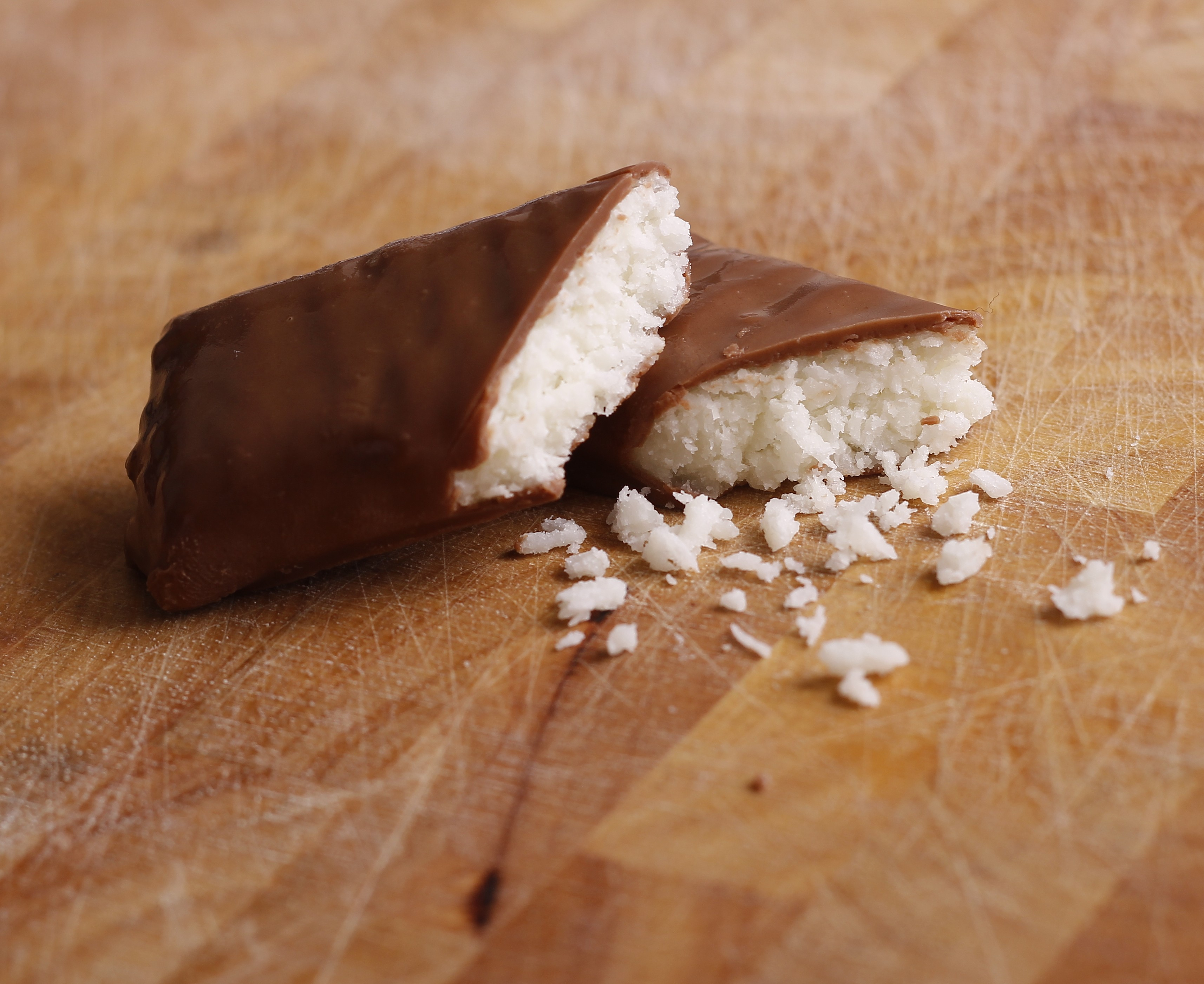
Tyčinka Coco
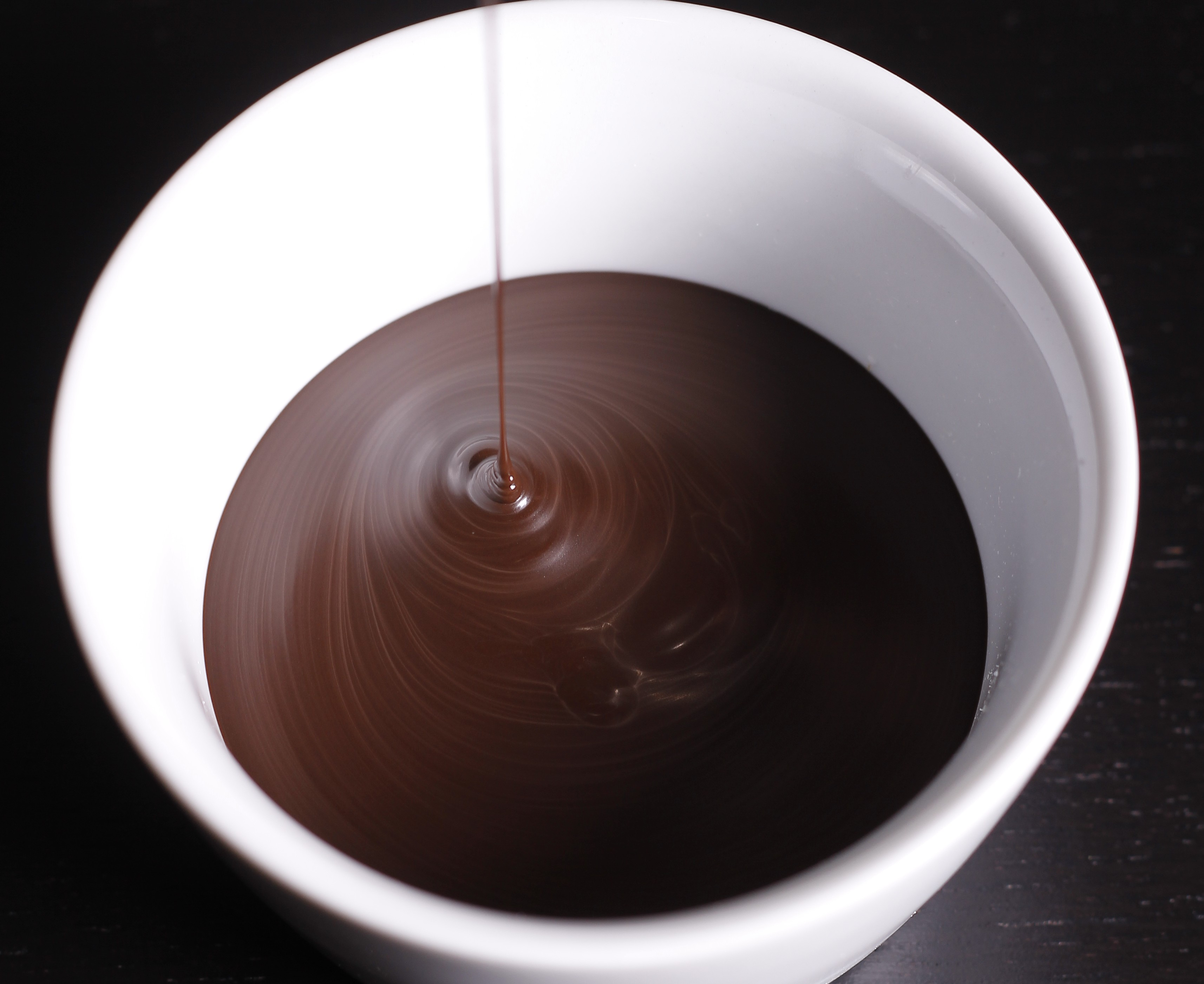
Poleva používaná při výrobě cukrovinek